# Zduša
Zduša ja naselje v Občini Kamnik.
Ime kraja Zduša (Güschz) se v arhivskih virih prvič zasledi leta 1344. V kraju je stala graščina, ki je bila zgrajena v 16. stoletju. Graščina je poznana kot »Reboljeva graščina«, ki pa je žal danes v ruševinah.